# 曾恩琦
曾恩琦（1985年2月20日—），藝名恩琦，前藝名舒舒，台灣女藝人、模特兒。父親為前雲林縣議員曾誌文。

## 個人簡歷
2009年3月因為代言鈊象電子線上遊戲《預言online》電視廣告「女工人篇」而迅速走紅，由於上半身低胸的工地造型，且手持道路施工用的地鑽，故被台灣媒體封為「工地女神」、「工地波神」。電視廣告中的話題性十足，所以時常被拿來與更早走紅的郭書瑤互相比較。
在此之前，恩琦在無名小站的相簿已擁有超高人氣，曾獲選無名小站的百大正妹決賽，無名小站相簿成立不到兩年就累積了近三百萬的人氣，曾拿下無名小站票選「2009年人氣最旺正妹」第一名。網拍模特兒的她，拍過FHM等知名雜誌。

## 新聞事件
國家通訊傳播委員會（NCC）認為《預言online》電視廣告「女工人篇」內容具爭議性且帶有性暗示、物化女性之虞，做出「發函改進」的行政指導。詳見「殺很大」條目。恩琦表示，「女工人篇」廣告kuso發揮創意，絕無物化女性。

## 作品

### 廣告代言
- 2009年3月：鈊象電子《預言online》

### 活動代言
- 2009年4月10日：台北世貿三館－台北婚紗珠寶暨喜宴大展
- 2009年4月30日：土城有馬溫泉精緻旅館揭牌嘉賓
- 2009年8月3日：台北世貿一館－第19屆台北電腦應用展覽會
- 2009年8月8日：台中世貿中心－台中資訊展
- 2010年2月5日：台北世貿中心－台北國際電玩展與夏目理緒為潮麻將online造勢
- 2010年2月6日：台北世貿中心－台北國際電玩展與夢夢為夢夢online造勢
- 2010年3月6日：高雄凱旋世貿中心－高雄凱旋世貿國際旅展

### 雜誌平面
- 2008年1月號男人幫FHM雜誌內頁單元
- 2008年2月號男人幫FHM雜誌內頁單元
- 2008年10月號男人幫FHM雜誌內頁單元
- 2008年11月號男人幫FHM雜誌內頁單元
- 2009年2月號男人幫FHM雜誌內頁單元
- 2009年2月號兩輪誌武田車業單元
- 2009年2月號流行COOL報單元專訪
- 2009年2月號兩輪誌旅遊單元
- 2009年創刊號DESIRE雜誌內頁單元
- 2009年5月號DESIRE雜誌封面及內頁單元
- 2009年6月號R酷誌封面及內頁單元
- 2009年10月號兩輪誌附贈海報
- 2011年9月號性感誌封面及內頁單元
- 2011年9月號Class內頁單元
- 2011年11月號Option改裝車訊封面及內頁單元

### 相關商品
- 2010年3月23日：HOT DOG TOYZ舒舒百變造型卡

## 節目通告
- 2010年2月2日《中天綜合台》《康熙來了》 女明星的初吻故事多
- 2010年2月22日《中天綜合台》《康熙來了》 新世代宅男女神舞蹈大賽！（上）
- 2010年2月23日《中天綜合台》《康熙來了》 新世代宅男女神舞蹈大賽！（下）
- 2010年3月4日《中天綜合台》《康熙來了》 康熙告白大會
- 2010年3月29日《中天綜合台》《康熙來了》 明星私密浴室大公開！
- 2010年4月15日《中天綜合台》《康熙來了》 絕無冷場的卸妝登場

- 2008年2月23日《中視》《我猜我猜我猜猜猜》超人氣網路美女

- 2009年3月31日《三立都會台》《國光幫幫忙》 為什麼男人一定要接電話？
- 2009年3月31日《八大綜合台》《娛樂百分百》蔡依林歌唱大賽
- 2009年4月2日《三立都會》《王牌大賤諜》今天藝人的三圍不是秘密？
- 2009年4月3日《八大綜合台》《娛樂百分百》百分百娛樂王
- 2009年4月4日《緯來綜合台》《電玩快打》
- 2009年4月6日《八大綜合台》《娛樂百分百》百分百選美大賽
- 2009年4月18日《華視》《全民快樂有go正》嚇死人的貴妃出浴
- 2009年4月19日《民視》《綜藝大集合》
- 2009年4月20日《八大綜合台》《但是又何奈》妝前妝後兩個人
- 2009年4月24日《華視》《幸福Ａ計畫》
- 2009年4月25日《中視》《綜藝大哥大》
- 2009年4月25日《華視》《天才衝衝衝》
- 2009年5月6日《超視》《命運好好玩》
- 2009年5月14日《緯來綜合台》《國人都叫好》走紅要靠殺很大！
- 2009年5月14日《三立都會台》《國光幫幫忙》女人請不要挑戰我的極限
- 2009年5月22日《華視》《幸福Ａ計畫》
- 2009年5月25日《三立都會台》《王牌大賤諜》聽說她家是名門望族？
- 2009年5月25日《年代MUCH台》《大家來開運》誰說我是野蠻女友？
- 2009年6月28日《中視》《週日大精彩》爆乳細腰比基尼 舒舒 瑪格麗特互尬性感
- 2009年7月23日《三立都會台》《王牌大賤諜》為了電玩我比你還瘋狂？
- 2009年8月3日《衛視中文台》《麻辣天后宮》天啊你怎麼可以瞬間爆紅？
- 2009年9月1日《三立都會台》《王牌大賤諜》為什麼你要拍這種廣告？
- 2009年11月25日《三立都會台》《王牌大賤諜》當藝人要先學會裝熟？
- 2009年12月10日《三立都會台》《王牌大賤諜》我不相信你有陰陽眼？
- 2009年12月10日《三立都會台》《國光幫幫忙》宅男心中的電玩女神
- 2009年12月11日《年代新聞》《逍遙年代》玩食Hot News － 日式壽喜燒名店
- 2009年12月12日《年代新聞》《逍遙年代》阿偉品品理 － 日式壽喜燒名店
- 2009年12月22日《衛視中文台》《麻辣天后宮》分手後如何撫平傷口？
- 2009年12月30日《緯來綜合台》《國人都叫好》男人心目中的性感女神寫真女星！！

- 2010年1月18日《三立都會台》《王牌大賤諜》我是演藝圈的包租公？
- 2010年1月20日《Channel V》《校園4賤客》
- 2010年3月2日《Channel V》《美少女時代》超人氣美少女PK賽
- 2010年3月3日《超視》《超級大老婆》
- 2010年3月17日《緯來綜合》《打擊出去》
- 2010年3月27日《Channel V》《校園4賤客》
- 2010年3月30日《衛視中文台》《沒問題小姐》雖是E罩杯我的煩惱比妳多
- 2010年4月10日《Channel V》《我愛黑澀棒棒堂》與藝人共舞合作賽
- 2010年6月27日《衛視中文台》《沒問題小姐》一窺玉女明星的秘密
- 2010年12月9日《緯來綜合台》《打擊出去》

- 2011年4月28日《年代MUCH台》《今晚誰當家》李建軍神斷台灣影劇大新聞！
- 2011年9月26日《衛視中文台》《麻辣天后宮》波霸女神都吃什麼美食？

- 2012年2月23日《衛視中文台》《麻辣天后宮》我的身材大走山！麻辣幫妳恢復窈窕好身材
- 2012年6月21日《衛視中文台》《麻辣天后宮》挑戰尺度大解放 令男人融化的性感戰袍!
- 2012年6月25日《衛視中文台》《麻辣天后宮》真的好美滿 她們是駕馭閨房密技高手！
- 2012年11月8日《八大綜合台》《娛樂百分百》百分百遊戲王

- 2013-2014 各大綜藝節目來賓,房地產節目來賓
- 2013 《蒙娜麗莎》ＭＶ女主角
- 2014 與《超人氣網路平台》公司合作多部時事網路影片
- 2015 《網易ＢＯＢＯ》台灣區旗下主播
- 2015 《日盛精品》商業廣告
- 2016 蘋果《大安鼎好》建案主持人
- 2016 蘋果 《水木梧桐》建案主持人
- 2016 蘋果 《娛樂時事新聞》主持人

## 外部連結
- 曾恩琦LusiaTseng (Facebook)
- Lusia 的美容心情日誌 （页面存档备份，存于）（無名小站）（繁體中文）